# Saksun
Saksun [ˈsaksʊn] és una petita localitat situada al nord de l'illa de Streymoy, a les illes Fèroe. Forma part del municipi de Sunda. L'1 de gener del 2021 tenia només 10 habitants.

## Geografia

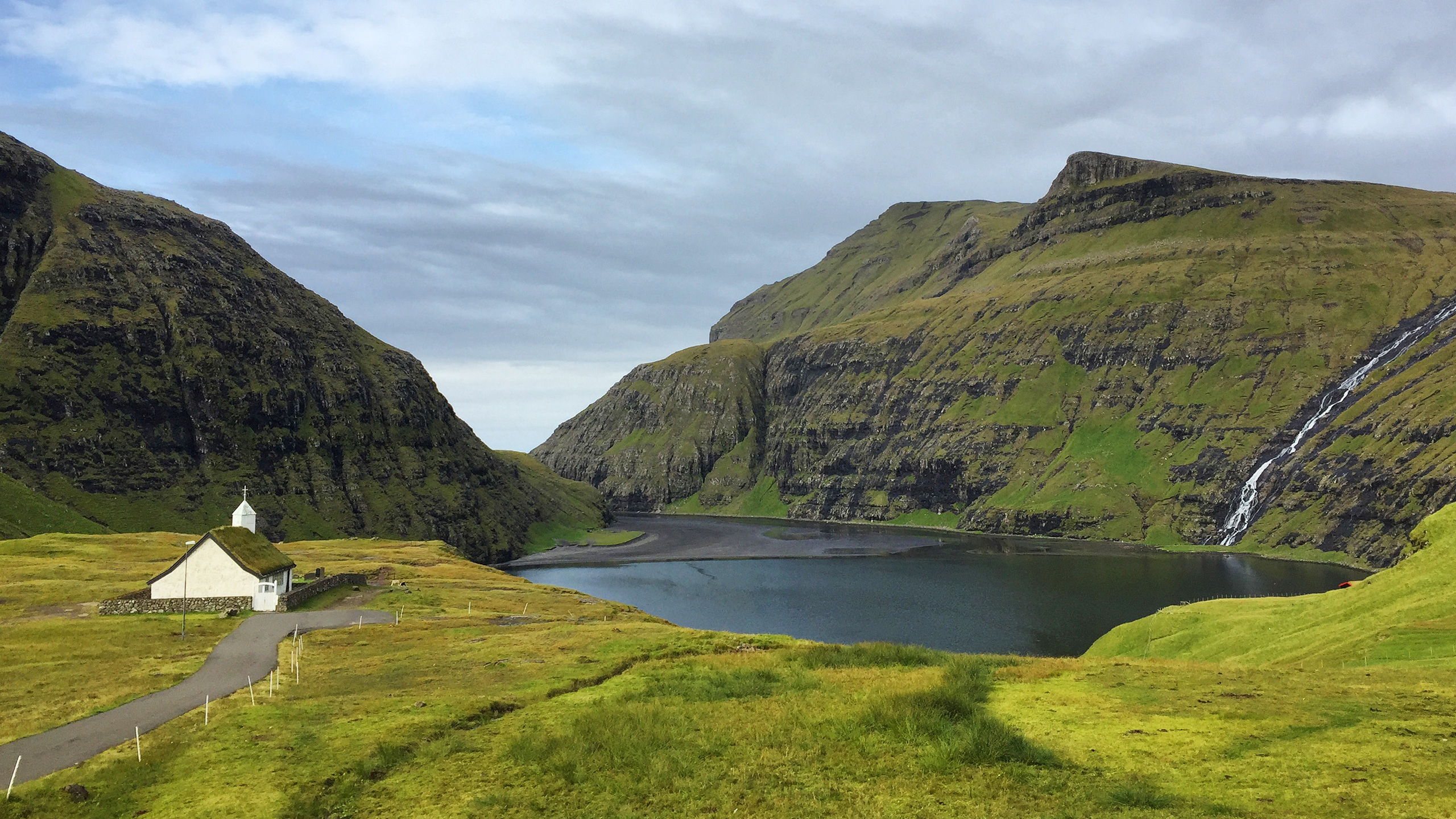
Vista del llac Pollurin i l'església del poble.

Saksun està situat a la falda del mont Gívrifelli (701 m), a 60 metres d'altitud. Els rius Skipá i Gjógvará flanquegen la localitat pel nord i el sud respectivament. A pocs metres a l'oest hi ha el Pollurin, un petit llac d'aigua salada. Aquest llac abans era una entrada del mar, envoltada d'altes muntanyes, que formava un bon port natural i profund.Tanmateix durant els primers anys del segle xvii, una tempesta en va bloquejar l'entrada amb sorra, i l'antic port es va convertir en una llacuna d'aigua de mar només accessible per a petites embarcacions en marea alta. Aquesta llacuna té 27 metres de fondària i uns 400 de perímetre.

## Història
La localitat apareix en un escrit per primera vegada en el document anomenat Hundabrævið, un codi legal del segle xiv que pretenia regular la tinença de gossos a l'arxipèlag. Sembla que el lloc es va despoblar a l'edat mitjana a causa de la pesta negra. S'explica que només va sobreviure-hi una dona que posteriorment va reclamar tota la terra de Saksun a la reunió del Várting, el parlament local, a Kollafjørður. Se li va concedir justícia amb la condició que trobés un marit. Així ho va fer i va tornar a Saksun casada.
Duvugardur és una granja que hi ha al poble que data d'abans del segle xvii. Encara s'utilitza com a granja i és, a més, una casa-museu on els visitants poden veure el mode de vida feroès de segles enrere. L'església de Saksun va ser construïda el 1858.